# Palmarès dell'Hockey Breganze
L'Hockey Breganze nella sua storia si è aggiudicato due scudetti (1976 e 1979) nonché quattro Coppe Italia e una Supercoppa; in ambito internazionale il miglior risultato è stato la finale della Coppa CERS 2013-2014 e una semifinale in Eurolega nel 2014-2015.

## Competizioni ufficiali
10 trofei

### Competizioni nazionali
7 trofei
- Campionato italiano: 2

1976, 1979
- Coppa Italia: 4

1968, 1975, 2014-2015, 2018-2019
- Supercoppa italiana: 1

2015

### Altre competizioni
3 trofei
- Campionato italiano di serie B/A2: 2

1999-2000, 2022-2023
- Coppa Italia/Lega A2: 1

2022-2023

## Altri piazzamenti

### Competizioni nazionali
- Campionato italiano:

2º posto/finale play-off scudetto: 1969, 1972, 1973, 1975
3º posto/semifinale play-off scudetto: 1968, 1974, 1978, 2009-2010, 2010-2011, 2013-2014, 2014-2015, 2017-2018
- Coppa Italia:

Finale: 1970, 1972
Semifinale: 1967, 1969, 2013-2014, 2015-2016

### Competizioni internazionali
- Coppa dei Campioni/Champions League/Eurolega:

Semifinale: 2014-2015
- Coppa CERS/WSE:

Finale: 2013-2014
Semifinale: 2017-2018